# رود رائوچوآ
رود رائوچوآ (روسی: Раучуа) یک رودخانه در ناحیه خودگردان چوکوتکای کشور روسیه است.